# Liga Mexicana de Béisbol 1941
La Temporada 1941 de la Liga Mexicana de Béisbol fue la edición número 17. Para este año hubo una reducción de 7 a 6 equipos, desaparecen los equipos de Chihuahua y La Junta de Nuevo Laredo, en su lugar entra el equipo de Puebla que se mudaría a la ciudad de Veracruz después de 54 juegos para convertirse en los Rojos del Águila de Veracruz. El calendario constaba de 102 juegos en un rol corrido, el equipo con el mejor porcentaje de ganados y perdidos se coronaba campeón de la liga. 
Los Azules de Veracruz obtuvieron el segundo título y primer bicampeonato de su historia al terminar en primer lugar con marca de 67 ganados y 35 perdidos, con 13 juegos y medio de ventaja sobre los Rojos del México. El mánager campeón fue Lázaro Salazar.

## Equipos participantes
| Liga Mexicana de Béisbol 1941 |           |                       |                       |           |
| Equipo                        | Fundación | Ciudad                | Estadio               | Capacidad |
| Alijadores de Tampico         | 1937      | Tampico, Tamaulipas   | Alijadores            | 7,000     |
| Azules de Veracruz            | 1940      | México, D. F.         | Delta                 | 20,000    |
| Carta Blanca de Monterrey     | 1939      | Monterrey, Nuevo León | Cuauhtémoc            | 8,000     |
| Rojos del Águila de Veracruz  | 1903      | Veracruz, Veracruz    | Deportivo Veracruzano | 12,000    |
| Rojos del México              | 1940      | México, D. F.         | Delta                 | 20,000    |
| Unión Laguna de Torreón       | 1940      | Torreón, Coahuila     | Revolución            | 9,500     |

## Posiciones
| Liga Mexicana de Béisbol | Liga Mexicana de Béisbol | Liga Mexicana de Béisbol | Liga Mexicana de Béisbol | Liga Mexicana de Béisbol |
| Equipo                   | JG                       | JP                       | PCT                      | JV                       |
| ------------------------ | ------------------------ | ------------------------ | ------------------------ | ------------------------ |
| Veracruz                 | 67                       | 35                       | .657                     | -                        |
| México Rojos             | 52                       | 47                       | .525                     | 13.5                     |
| Tampico                  | 52                       | 49                       | .515                     | 14.5                     |
| Torreón                  | 45                       | 56                       | .446                     | 21.5                     |
| Puebla(1)                | 25                       | 29                       | .463                     | 24.0                     |
| Monterrey                | 43                       | 59                       | .422                     | 24.0                     |
| Águila(2)                | 19                       | 28                       | .404                     | 27.5                     |

| Campeón de la Liga |

1 Se mudó a la ciudad de Veracruz para convertirse en los Rojos del Águila de Veracruz.
2 Adquirió la franquicia de los Pericos de Puebla.

## Designaciones
Se designó como novato del año a Guillermo Garibay del Unión Laguna de Torreón.

## Acontecimientos relevantes
- 6 de abril: Los Rojos del México imponen récord más carreras anotadas en un inning con 15 al Unión Laguna de Torreón en la séptima entrada, más apariciones al plato en un inning con 20 y más veces al bat en un inning con 19.
- 23 de mayo: Los Rojos del México y los Azules de Veracruz imponen récord de más hits conectados por 2 clubes en un juego con 50, cada equipo anotó 25 hits.[3]
- Joshua Gibson impone récord de más home runs conectados en una temporada con 33 y más carreras producidas con 124, los récords se mantuvieron hasta la temporada de 1960 cuando Aldo Salvent de los Petroleros de Poza Rica conectó 36 home runs y Alfred Pinkston de los Diablos Rojos del México produjo 144 carreras.[4]